# فرودگاه وینس ایر سرویس
فرودگاه وینس ایر سرویس  (به انگلیسی: Waynes Air Service Airport) یک فرودگاه خصوصی است که یک باند فرود چمن دارد و طول باند آن ۵۴۸ متر است. این فرودگاه در کشور ایالات متحده آمریکا قرار دارد و در ارتفاع ۸۶ متری از سطح دریا واقع شده است.